# Łęki Górne (Subkarpaten)
Łęki Górne is een dorp in de Poolse woiwodschap Subkarpaten. De plaats maakt deel uit van de gemeente Pilzno en telt 1 700 inwoners.